# Орнітоптер

Орнітоптер «Pteryx Skybird» у польоті.

Орніто́птер (від дав.-гр. ὄρνις, род. відм. ὄρνιθος — «птах» і πτερόν — «крило») — це літальний апарат, який літає завдяки змаху, як живі істоти, що мають крила. Розробники таких апаратів намагаються повторити природу польоту крилатих птахів, кажанів або комах. При цьому машини можуть відрізнятися за формою, але вони зазвичай повторюють розміри живих летучих істот. Також були створені орнітоптери, якими може керувати людина, і деякі з них були успішними. Подібні машини розділяються на два основні типи: ті що мають двигуни, і такі, що рухаються завдяки зусиллям пілота.

## Історія
Ймовірно, що за часів найперших людських спроби здійнятися в небо за допомогою літального апарата, були намагання повторити польоти крилатих птахів, хоча скоріш за все це були спроби планування в повітрі.
До таких перших відомих польотів слід віднести польоти монаха Ейлмера Малмсберійського (Eilmer of Malmesbury) в 11-му столітті, а також згадки про політ у математика і винахідника Аббаса Ібн Фірнаса (Abbas Ibn Firnas) в 9-му столітті. Роджер Бекон, в своїх записах в 1260 р. був теж одним з перших, хто розглядав можливість створення технічних засобів для польоту.
В 1485 своє дослідження польоту птахів розпочав Леонардо да Вінчі. Він відмітив що люди за важкі, а їх руки занадто слабкі, щоб злетіти використовуючи механічні крила, прикріплені до рук. Але він намалював креслення пристрою, в якому пілот має лежати на дошці, і управляти двома великими мембранними крилами за допомогою ручного важеля, ножних педалей і системи шківів. Орнітоптер, який сконструював Леонардо да Вінчі, за задумом мав використовувати маховий рух для створення тяги (забезпечити рух вперед), яка є необхідною для створення аеродинамічної підйомної сили. Однак при використанні матеріалів, доступних в той час, корабель вийшов занадто важким і вимагав занадто багато енергії, щоб створити достатню підйомну силу або тягу для здійснення польоту.
Перший орнітоптер, який міг літати був побудований у Франції. Жобер в 1871 р. використав у своєму винаході гумову тягу і змоделював невелику модель птаха. Альфонс Пено, Абель Хуро де Вільнев і Віктор Татін, також зробили орнітоптери на гумовій тязі в 1870-х. Орнітоптер Татіна, який зараз знаходиться в Національному музеї авіації і космонавтики США, напевне першим, використовував поворот крила і був створений як макет промислової іграшки, яку запропонувала компанія Pichancourt в 1889 році. Гюстав Труве був перший, хто створив орнітоптер з використанням двигуна внутрішнього згорання в 1980 р. Його модель пролетіла дистанцію в 70 метрів на демонстрації для Французької академії наук. Крила приводилися в дію за допомогою зарядів пороху і трубки Бурдона
Починаючи з 1884, Лоуренс Харгрейв (Lawrence Hargrave) побудував серію орнітоптерів з різними двигунами: гумовим приводом, пружинами, паром або зжатим повітрям. Він запропонував конструкцію, в якій невеликі махові крила, які створюють тягу, поєднувались з великим нерухомим крилом. Конструкція значно спростилася, оскільки це усунуло необхідність додавання редуктора.
В 1930 р., Александр Ліппіш і NSFK Німеччини сконструювали і запустили серію орнітоптерів на основі двигунів внутрішнього згорання, використавши концепцію Харгрейва для невеликий махових крил, але з доопрацюваннями аеродинаміки на основі методичних досліджень.
Ерік вон Холст, працюючи в 1930 році, також досяг високої ефективності і реалістичності при створенні орнітоптерів на основі гумової тяги. Це був напевне перший вдалий орнітоптер зі згинальним крилом і мав намір більш реалістично зімітувати рух крила птахів, хоча він досить сильно відрізнявся від природного крила.
В районі 1960 р. Персіваль Спенсер успішно запустив серію безпілотних орнітоптерів з двигунами внутрішнього згоряння, з об'ємом починаючи від 0,33 до 13,11 см³ зміщення, і мали розмах крил до 2,4 м. У 1961 році Персіваль Спенсер і Джек Стівенсон запустив в політ перший, дистанційно пілотований орнітоптер, відомий під назвою «Орніплан Спенсера». Орніплан мав розмах крил 2,3 м, важив 3,4 кг, і був оснащений 2-тактовим двигуном об'ємом 5,7 см³. Він має конфігурацію біплана, для зменшення коливання фюзеляжу.

## Орнітоптери, пілотовані людиною

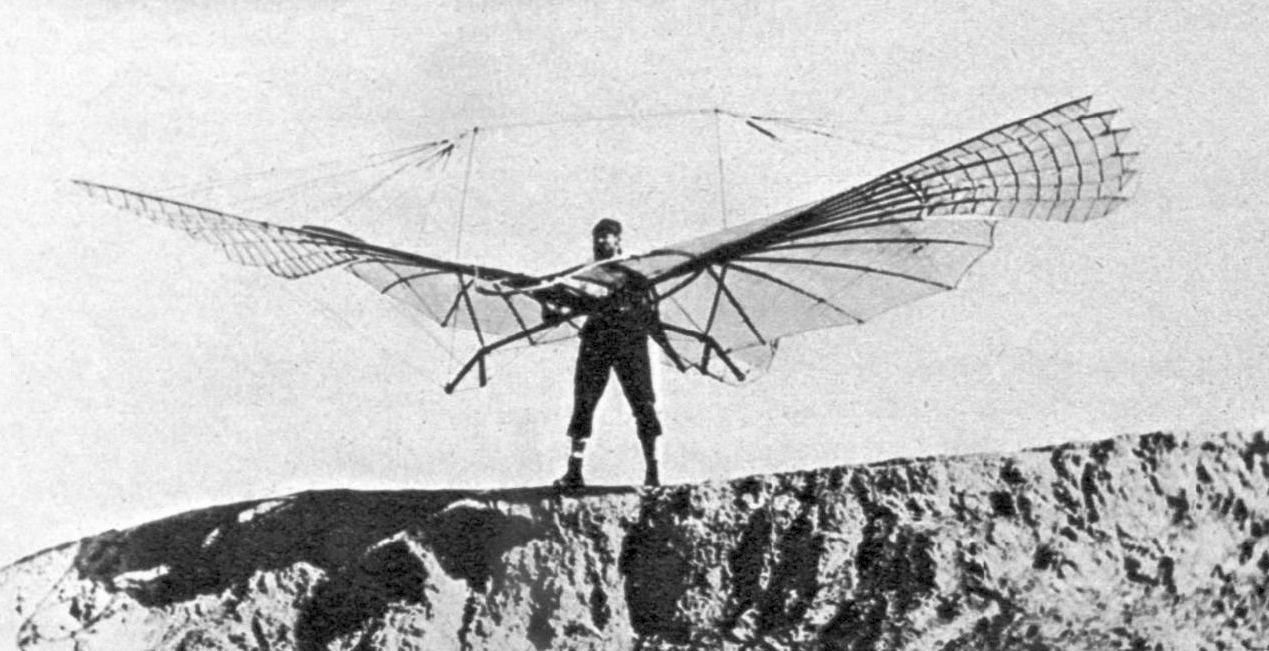
Отто Лілієнталь в серпні 16, 1894 року з власним апаратом під назвою kleiner Schlagflügelapparat

Пілотовані людиною орнітоптери в свою чергу можна розділити на дві основні категорії: що мають двигуни, і такі, що рухаються завдяки зусиллям пілота (мускульна тяга).
В 1894, Отто Лілієнталь, один із піонерів авіації, став відомим завдяки публікаціям в Німеччині за успішні польоти на планері. Він також вивчав пташиний політ і провів ряд експериментів пов'язаних з ним. Він сконструював орнітоптер, хоча його розробка була перервана через його передчасну смерть 9 серпня 1896 року внаслідок аварії при польоті на планері.
В 1929, пілотований людиною орнітоптер розробив Александр Ліппіш (розробник літака Ме.163 Комета), що пролетів відстань близько 250—300 метрів після запуску з буксиру. Оскільки його запустили з буксиру, дехто ставив питання, чи може літальний апарат рухатись самостійно. Ліппіш заявляв, що апарат дійсно летів, а не планував завдяки переданої йому інерції. Більшість розроблених за ним пілотованих орнітоптерів також запускалися за допомогою такого методу, і польоти були короткими, оскільки зусилля, які могла прикласти людина для руху такого орнітоптеру, швидко виснажувалися.
В 1942, Адальберт Шміт здійснив набагато триваліший політ, на орнітоптері з людською тягою в Мюнхен-Лаймі. Він пролетів дистанцію в 900 метрів, підтримуючи висоту в 20 метрів під час всього польоту. Пізніше той самий літальний апарат був оснащений двигуном від мотоциклу марки Sachs, що мав потужність в 2,2 кВт. З двигуном, він зміг здійснити політ, який тривав до 15 хвилин. Пізніше Шміт побудував 7,5 кВт. Орнітоптер на основі планера «Grunau-Baby Iia», який здійснив політ в 1947 р. Другий літальний апарат мав зовнішні махові крила.
В 2005 році, Ів Руссо отримав диплом Поля Тіссандьє, як нагороду від Міжнародної федерації повітроплавання за вклад в авіацію. Руссо здійснив свій перший політ на апараті, який приводиться в дію людською силою в 1995 р. 20 квітня 2006, під час свого 212 випробування, він спромігся пролетіти дистанцію в 64 метри, за яким спостерігали офіційні представники Аеро клубу Франції. На жаль, при своїй 213 спробі польоту, порив вітру привів до пошкодження крила, після чого пілот був дуже сильно поранений і це призвело до параплегії

## Аеродинаміка
Якщо розглянути політ птахів, то політ із змахом крил має ряд потенційних переваг у маневровості та енергоощадності в порівнянні з літаками, що мають фіксовані крила, а також можливість вертикального зльоту і посадки. Припускають, що ці переваги краще представлені при невеликих розмірах і малих швидкостях польоту.
На відміну від літаків і гвинтокрилів, рушійна аеродинамічна поверхня орнітоптера здійснює махи замість обертів. Так само як і в гвинтокрилах, крила зазвичай виконують дві функції: підйомна сила і тяга.
Теоретично, при русі вгору змахові крила можна розвернути у нульовий кут атаки, так що апарат буде з меншим опором рухатись крізь повітря. Оскільки такі апарати зазвичай використовуються і для зльоту і для зниження, будь-які конструкції, які збільшують аеродинамічний опір, максимально усуваються.